# Wii Mini
Wii Mini è una console per videogiochi, prodotta dall'azienda Nintendo, lanciata sul mercato il 7 dicembre 2012 in Canada, 
il 22 marzo 2013 in Europa
e il 17 novembre 2013 negli USA,
come restyling e versione economica del Wii. Pur avendo il nome "mini", la console è di dimensioni paragonabili ai modelli precedenti del Wii, richiedendo peraltro ulteriore spazio libero sopra di essa per via del lettore ottico a carica dall'alto. Si tratta dell'ultima console di settima generazione ad essere commercializzata.
Il prezzo ufficiale al lancio della console fu di C$99 e $99 nel Nord America; 99 € e £79 in Europa.
Il Wii Mini fu prodotto solo nel colore nero/rosso con telecomando Wii Plus, relativo guscio in silicone, Nunchuk, e Barra Sensore abbinati. Fu disponibile come sola console o in bundle con Mario Kart Wii, tranne che in USA dove fu commercializzato solo il bundle.

## Differenze con i modelli precedenti
La console non è munita del Wi-Fi e pertanto non supporta i servizi online come il Canale Wii Shop, la Nintendo Wi-Fi Connection e la WiiConnect24, nemmeno con l'ausilio dell'adattatore Ethernet-USB disponibile come optional per Wii, Wii U e Switch.
È stato inoltre omesso il lettore di schede SD, impedendo di conseguenza l'utilizzo del Canale Foto (che per tale ragione non è preinstallato sulla console), delle relative funzionalità di specifici giochi, e (prima della scoperta di un exploit non richiedente l'uso di SD od Internet, bensì basato sul Bluetooth) l'utilizzo di software homebrew.
Come il precedente restyling, il Wii Family Edition, non è retrocompatibile con i dischi, i controller, e le memory card del Nintendo GameCube, sebbene il circuito stampato sia stato progettato in maniera tale da fornire accesso, a fini diagnostici, ad alcune delle interfacce menzionate.
Il software di sistema del Wii Mini consiste perciò in versioni modificate degli IOS da cui sono stati rimossi supporto a SD e Wi-Fi (la presenza di quest'ultimo sarebbe altrimenti obbligatoria per il funzionamento del sistema);
da versioni modificate del Menu Wii e del Canale Mii omettenti funzionalità ed impostazioni relative a SD, configurazione di rete, WiiConnect24, aggiornamenti del sistema, e memoria del telecomando Wii;
e da un manuale digitale (precedentemente utilizzato solo nella Virtual Wii) sostituente il secondo volume (Canali e Impostazioni) del manuale cartaceo.
Rimane presente la funzionalità di installazione, avvio, e disinstallazione di titoli digitali, in quanto sfruttata da un numero limitato di software distribuiti su disco (quali Mario Kart Wii e la serie Wii Fit).
Il Wii Mini, infine, è capace di produrre esclusivamente un segnale videocomposito.

## Accoglienza
La console è stata criticata sia per il significativo passo indietro nelle sue funzionalità che per il conseguente crollo del rapporto qualità/prezzo rispetto ad un Wii Family Edition (allora acquistabile nuovo a meno dei suoi nominali 150 €); specularmente, il pacchetto con Mario Kart Wii incluso è stato occasionalmente lodato per il suo valore, fornendo di fatto una console gratis con l'acquisto del gioco, di un telecomando e di un Nunchuk (con prezzo consigliato rispettivamente di $40, $35 e $20).